# Il cammino della speranza
Il cammino della speranza (bra: O Caminho da Esperança) é um filme de drama italiano de 1950, dirigido por Pietro Germi que pertence ao movimento de filmes neorrealistas italianos. É baseado no romance de Nino Di Maria, Cuori negli abissi. Federico Fellini co-escreveu o roteiro. No Festival Internacional de Cinema de Berlim 1951 o filme ganhou o Urso de Prata, e foi indicado ao Palma de Ouro no Festival de Cannes 1951.

## Elenco
- Raf Vallone como Saro Cammarata
- Elena Varzi como Barbara Spadaro
- Saro Urzì como Ciccio Ingaggiatore
- Franco Navarra como Vanni
- Liliana Lattanzi como Rosa
- Mirella Ciotti como Lorenza
- Saro Arcidiacono como contabilista
- Francesco Tomalillo como Misciu
- Paolo Reale como Brasi
- Giuseppe Priolo como Luca
- Renato Terra como Mommino
- Carmela Trovato como Cirmena
- Angelo Grasso como Antonio
- Assunta Radico como Beatificata
- Francesca Russella como avó